# Jan Björklund
Jan Arne Björklund, född 18 april 1962 i Skene kyrkobokföringsdistrikt i Älvsborgs län, är en svensk politiker (liberal), officer och diplomat. Han var partiledare för Liberalerna 2007–2019, statsråd 2006–2014 samt vice statsminister 2010–2014. Sedan 2020 är han Sveriges ambassadör i Italien och San Marino (sidoackrediterad från ambassaden i Rom).

## Biografi

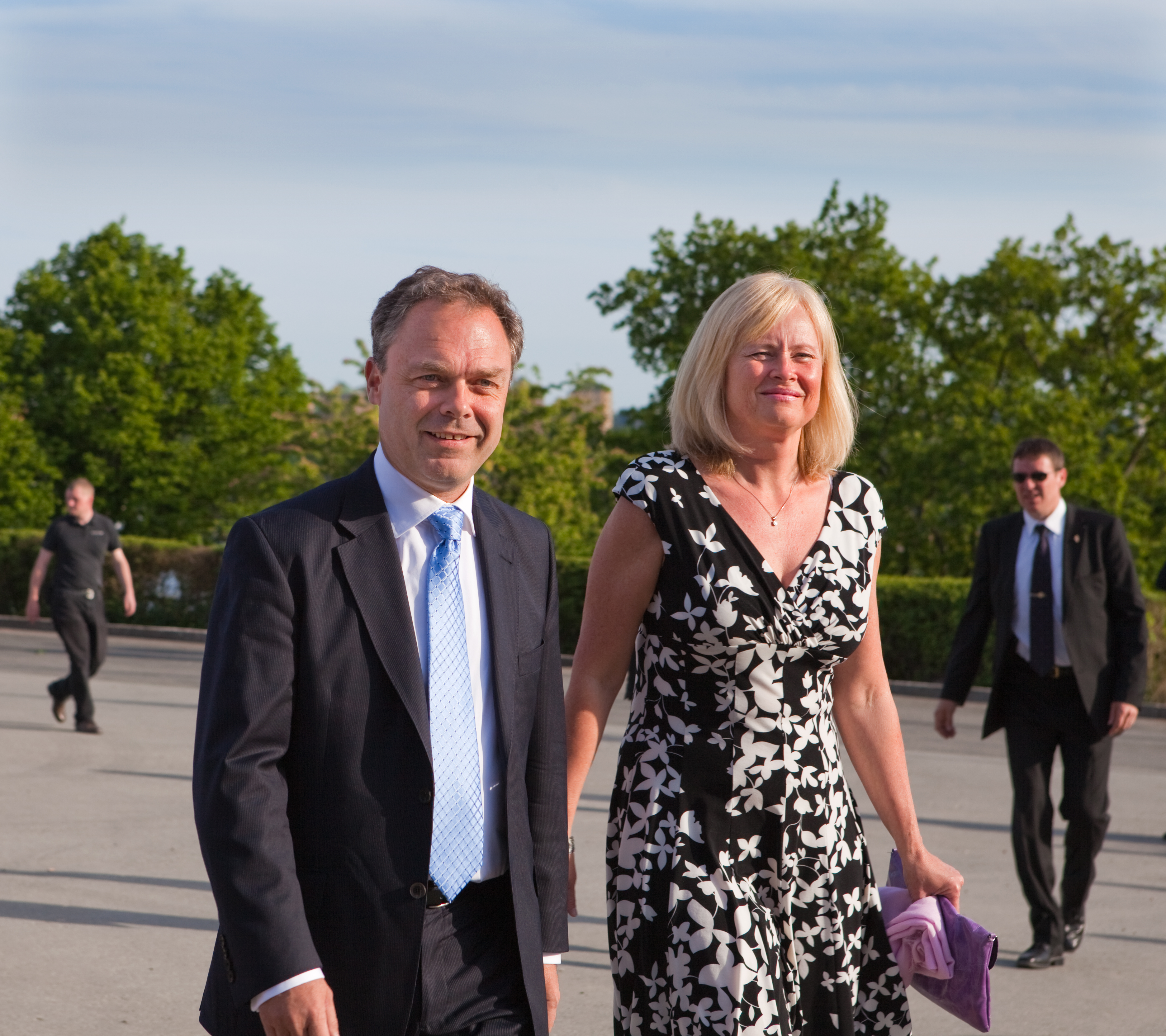
Jan Björklund med hustru under Sveriges nationaldag på Skansen 2010.

Jan Björklund växte upp i Skene, som är ett samhälle i Marks kommun i Västra Götalands län (tidigare Älvsborgs län). Hans far var textilarbetare. Hans mor kom som flykting från Norge till Sverige 1945. Björklund gick ut grundskolan i Skene 1978, där han var ordförande i elevstyrelsen det sista året. Vid Marks gymnasieskola i Skene läste han treårig samhällsvetenskaplig linje, och var åter aktiv i elevstyrelsen.
Jan Björklund är gift, har två adopterade söner från Sydkorea och bodde tidigare i en villa i Bromma i Stockholm.

### Militär karriär
Åren 1981–1982 gjorde Björklund värnplikten vid Älvsborgs regemente (I 15) i Borås. År 1982 tog han värvning vid samma regemente och blev fänrik. Detta var början till hans karriär inom försvaret. Han avlade 1985 examen vid Infanteriets officershögskola (InfOHS) i Halmstad. Åren 1985–1986 gick han Krigshögskolans allmänna kurs vid Krigsskolan Karlberg och blev löjtnant, varefter han tjänstgjorde vid Livgardets dragoner (K 1), där han blev chef för beredskapsplutonen.
År 1988 tog Björklund examen från Krigshögskolans högre kurs vid Infanteriets stridsskola (InfSS), blev kapten och tjänstgjorde vid Svea livgarde (I 1), där han stannade i olika tjänster under resten av sin militära karriär. Åren 1991–1993 studerade han vid Militärhögskolan (nuvarande Försvarshögskolan) och blev major. Efter detta tillträdde han tjänsten som bataljonschef för en stadsskyttebataljon.
Vid samtliga militära examina fick Björklund högsta betyg. Bland befälen ansågs han lysande och förväntades kunna gå mycket långt inom det militära. Bland de värnpliktiga sågs han som ett bra befäl, rak och tydlig. Men det fanns också åsikter om att han var mycket hård och dominant. År 1994 tog Björklund tjänstledigt från armén för att i stället ägna sig åt politik på heltid. Han deltog vid flera militärövningar men övergick 2005 till reserven. Enligt uppgift planerade han att lämna aktiv tjänst inom försvaret den 1 januari 2008.

## Politisk karriär

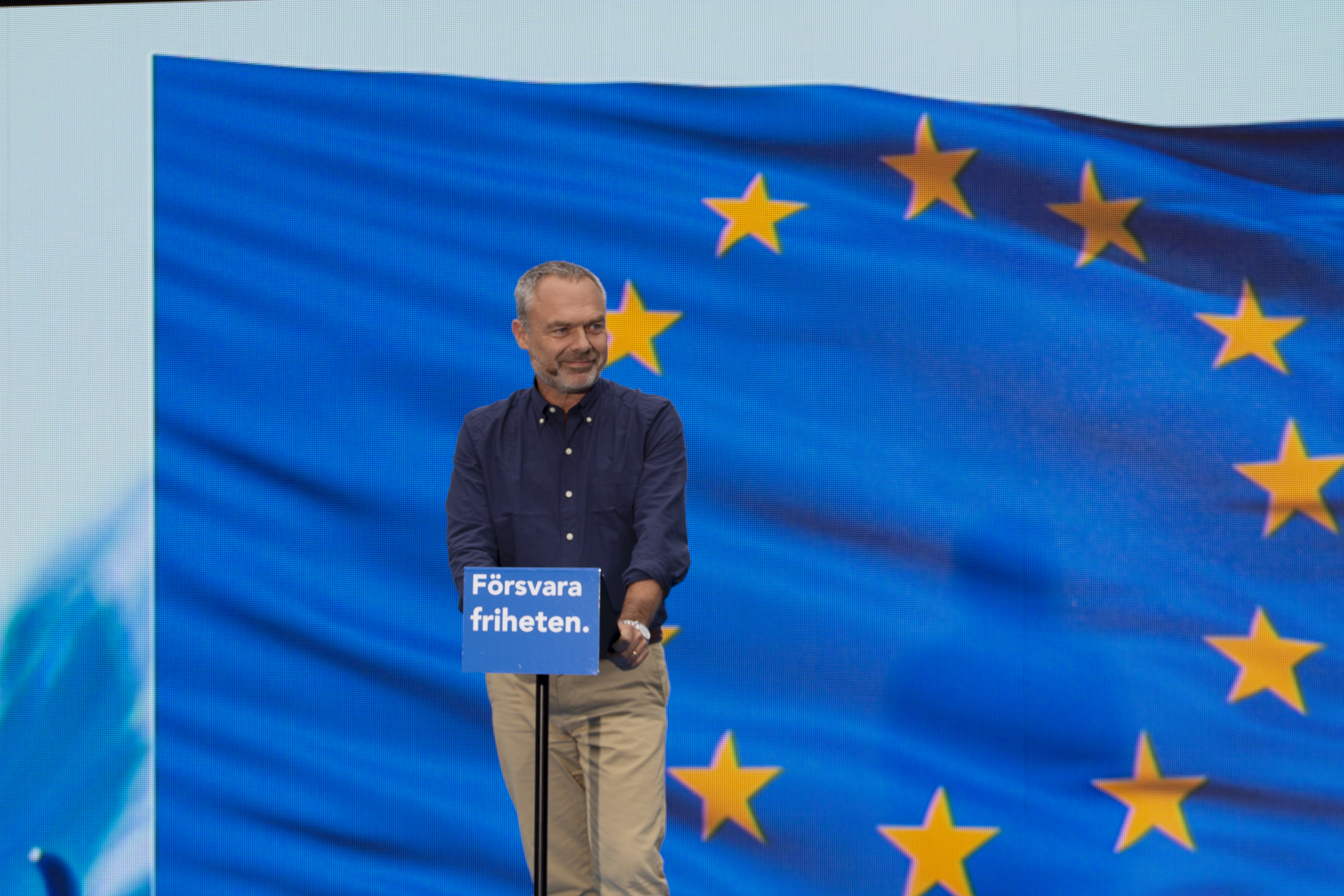
Jan Björklund håller tal under Almedalsveckan 2018.

År 1976 gick Björklund med i Folkpartiets ungdomsförbund, där han 1985 utsågs till andre vice ordförande. I den egenskapen valdes han 1987 in i Folkpartiets partistyrelse. År 1991 blev han kommunalpolitiker och ledamot av skolstyrelsen.
Björklund var ledamot i kommunfullmäktige i Stockholms stad 1994–2006, skolborgarråd 1998–2002 och oppositionsborgarråd 2002–2006. Redan efter att Bengt Westerberg 1994 tillkännagivit sin kommande avgång som partiledare nämndes Björklund som en tänkbar partiledare. År 1995 kom han in i partiledningen, 1997 blev han Folkpartiets andre vice ordförande och 2001 förste vice ordförande. Björklund var riksdagsledamot 2006–2019, invald för Stockholms kommuns valkrets (2006–2010) respektive Stockholms läns valkrets (2010–2019). Efter att Alliansen vunnit valet 2006 utsågs Björklund till skolminister i Fredrik Reinfeldts första regeringsbildning.

### Partiledare
När Lars Leijonborg 2007 meddelade sin avgång som partiledare beskrevs Björklund av många som den starkaste kandidaten. Vissa socialliberaler inom partiet lyfte fram EU-ministern Cecilia Malmström, men sedan hon öppet tackat nej saknades motkandidater. Den 15 juni 2007 bekräftades majoritetsbedömningen, när valberedningen, efter att 22 av 25 partidistrikt nominerat Björklund, utsåg denne som kandidat till höstens landsmöte. Vid landsmötet blev han även vald till ny partiledare den 7 september 2007. Han övertog efter partiledarbytet Leijonborgs roll som departementschef på Utbildningsdepartementet och därmed också titeln som utbildningsminister.
Som en följd av att Folkpartiet i riksdagsvalet 2010 blivit näst största alliansparti efterträdde Björklund den 5 oktober 2010 Maud Olofsson (C) som vice statsminister. Han tog också över ansvaret för forskning och högre utbildning, samtidigt som han lämnade över ansvaret för förskola och vuxenutbildning till statsrådet Nyamko Sabuni.
I valet 2014 förlorade Alliansen makten och Folkpartiet gjorde sitt näst sämsta valresultat genom tiderna. En viss debatt inom partiet om partiledarfrågan följde, men på landsmötet 22 november 2015 valdes Björklund enhälligt om. På detta landsmöte togs också beslut om namnbytet från Folkpartiet till Liberalerna.
2017 utmanades han om partiledarposten av Birgitta Ohlsson, ett partiledarval som Björklund sedermera vann.
Björklund var som mest omtyckt av allmänheten 2007 (när han tillträdde) och 2010, men förlorade därefter något i popularitet. Björklund såg dock en kraftig förtroendeökning inför valet 2018, då han var en av de partiledare som svenska folket hade störst förtroende för.
Under valrörelsen inför riksdagsvalet 2018 hade Björklund samma mörkblå skjorta på sig under i princip hela valrörelsen. Efter valdagen lades skjortan ut till försäljning på Tradera och såldes för över 40 000 kronor. Björklund skänkte pengarna till Expo.
I riksdagsvalet 2018 ökade Liberalerna med 0,1 procentenhet till 5,5 och blev därmed riksdagens näst minsta parti, näst efter Miljöpartiet.
Liberalernas valresultat till Sveriges riksdag under Jan Björklund
|  | Björklund ledde partiet under tre val. - 2010: 7,1 % - 2014: 5,4 % - 2018: 5,5 % |

#### Regeringsbildningen 2018
Den 14 november 2018 röstade riksdagen om Moderaternas partiledare Ulf Kristersson som statsminister i en regering med Moderaterna och Kristdemokraterna. Röstningen slutade med 195 nej-röster mot 154 ja-röster efter att Liberalerna under Björklunds ledning, tillsammans med Centerpartiet och de rödgröna partierna röstat nej, medan Sverigedemokraterna röstade för förslaget. Detta var första gången någonsin som en talmans förslag till statsminister inte godkänts av riksdagen. Beslutet att rösta mot Kristersson, som var samtliga Allianspartiers uttalade statsministerkandidat inför riksdagsvalet 2018, möttes med blandade reaktioner. Kritik framfördes för att man röstat nej till en regering som ville bedriva Allianspolitik och för att man splittrat Alliansen. Den tidigare statsministern Carl Bildt kritiserade beslutet för att sakna verklighetsförankring.
Den 18 januari 2019 släppte Liberalerna, under Björklunds ledning, fram Stefan Löfven som statsminister i en regering bestående av Socialdemokraterna och Miljöpartiet, efter att dessa partier samt Centerpartiet och Liberalerna enats om det så kallade Januariavtalet, en politisk uppgörelse där Liberalerna bland annat förhandlat fram avskaffad värnskatt, förändrad arbetsrätt, språkkrav för medborgarskap och en utredning om förstatligande av skolan. Ett centralt motiv för Björklund och Liberalerna för att samarbeta vänsterut var också att det var ett sätt att hålla Sverigedemokraterna utanför den politiska makten. Beslutet att acceptera Löfven som statsminister mötte omfattande kritik från Liberalernas tidigare samarbetspartners Moderaterna och Kristdemokraterna.

#### Avgång
På en presskonferens den 6 februari 2019 meddelade Björklund att han skulle avgå som partiledare för Liberalerna. Den 28 juni 2019 valde partiets landsmöte Nyamko Sabuni till hans efterträdare.

## Efter tiden som partiledare
Jan Björklund medverkade i TV4:s underhållningsprogram Let's Dance 2020, där han slutade på fjärde plats. Han innehar sedan september 2020 tjänsten som Sveriges ambassadör i Italien. Den 16 april 2025 meddelades det att Jan Björklund lämnar uppdraget som ambassadör i Rom. Den 1 januari 2026 tillträder han som Sveriges riksmarskalk efter Fredrik Wersälls avgång.

## Politiska ställningstaganden och gärningar

### Skolpolitik

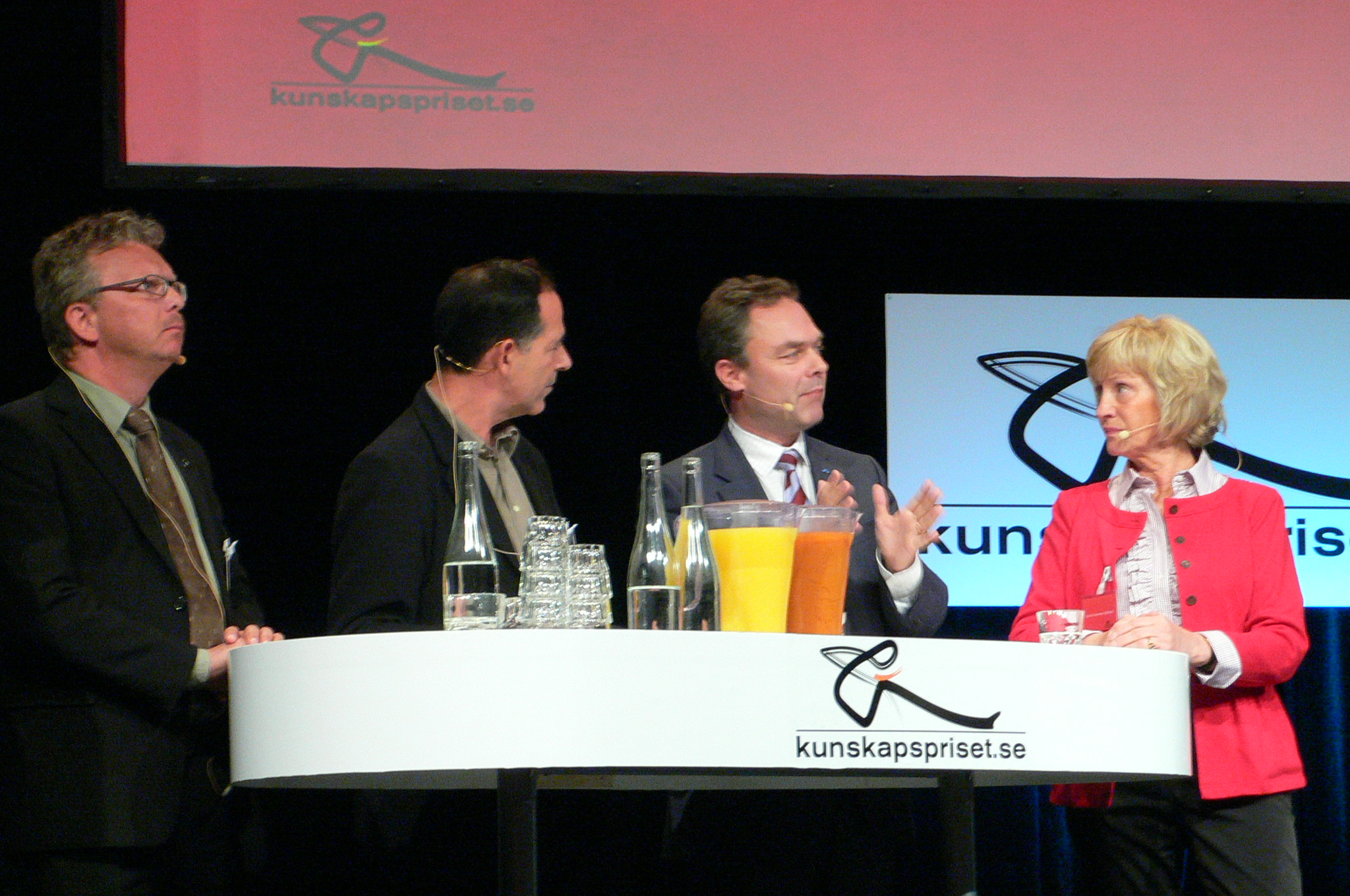
Björklund debatterar med lärare från TV-serien Klass 9A.

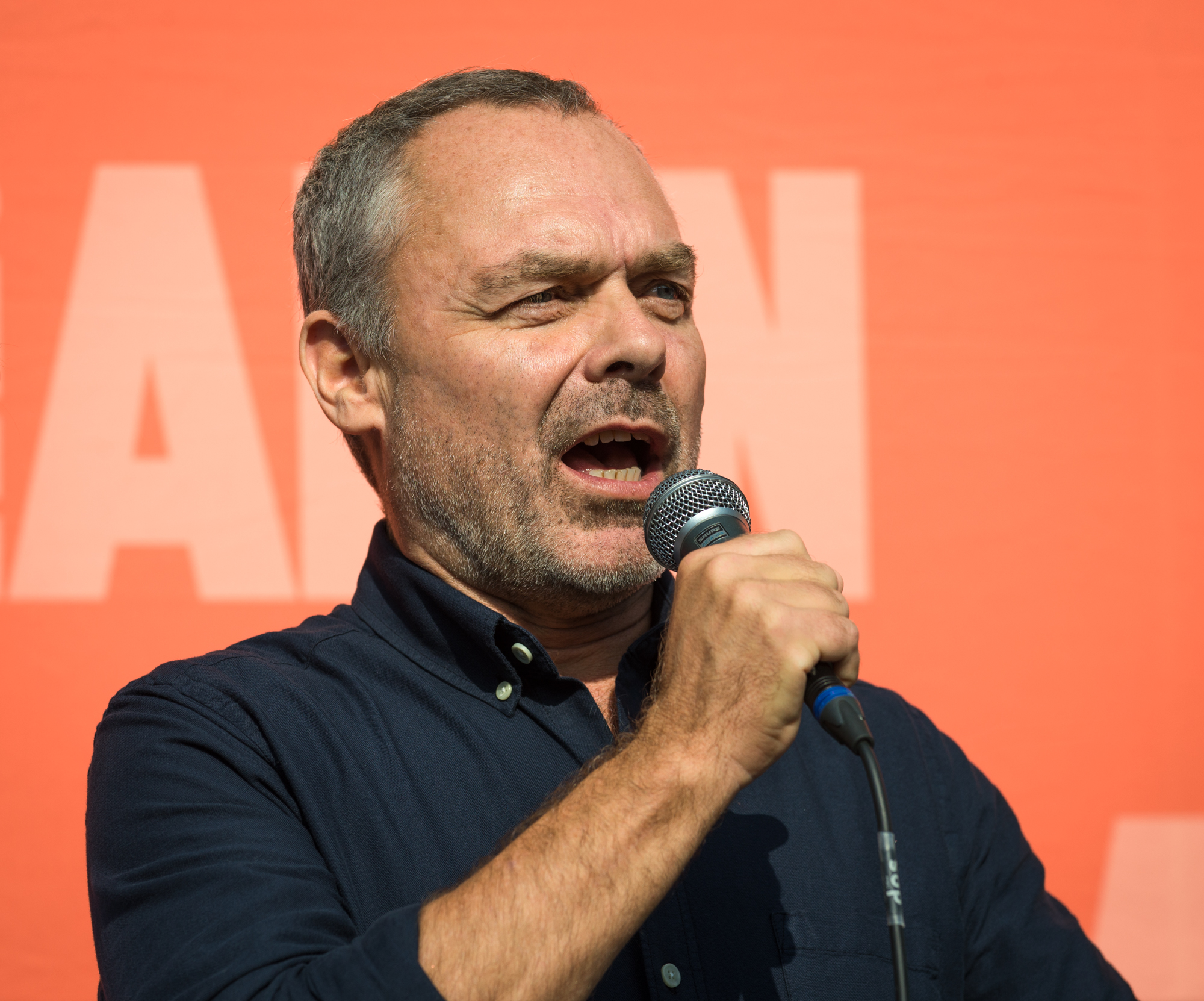
Jan Björklund på Sergels torg i Stockholm på sista dagen av valspurten 2018.

Björklund har lyft fram att hans egen klassresa började i klassrummet i Skene. Han menar att det var där hans resa bort från det arbetarhem han kommer ifrån började. Han har använt skolfrågan för att profilera sig politiskt och har i sin retorik vänt sig mot det han menar är en socialdemokratisk "flumskola". Med detta menas en skolpolitik som enligt Björklund utmärks av:
- motstånd mot arbetsro i skolan, exempelvis genom att närvarokrav slopas.
- ett alltför stort omsorgsperspektiv, som framhävs på bekostnad av skolans roll att förmedla kunskap och färdigheter.
- motstånd mot att skolan utvärderar elevernas framsteg, genom exempelvis betyg, nationella prov och examina.
- att lärarnas ledarroll och ämneskunskap nedtonas.

Björklund menar också att historieämnet har minskat kraftigt i den svenska grundskolan, en utveckling han är kritisk till. Han är också kritisk till skolor där eleverna har ett bestämmande inflytande – en ordning han har liknat vid ett sjukhus som drivs av patienterna istället för av medicinskt sakkunniga.
Både inför riksdagsvalet 2002 och riksdagsvalet 2006 ledde Björklund en gemensam skolpolitisk arbetsgrupp för de borgerliga partierna. Efter valet 2006 blev Björklund skolminister och såg i den befattningen det som prioriterat att "återupprätta bildningsskolan" och därmed ersätta socialdemokraternas skolpolitik, genom att exempelvis öka undervisningstimmarna i svenska, historia och religionskunskap, minska antalet håltimmar, förbjuda elevstyrda skolor, tvångsförflytta mobbare som en alternativ sista åtgärd, införa betygsliknande omdömen från tidigare årskurser än dittills samt att ge lärare rätt att beslagta elevers mobiltelefoner om dessa stör arbetsron.
Radioprogrammet Kris i skolan i P1 2008 påstod att Jan Björklund fört fram misstolkad statistik för att underbygga sina teser om den socialdemokratiska "flumskolan". P.J. Anders Linder, politisk chefredaktör på Svenska Dagbladet, menade dock att Björklunds uttalanden låg i linje med många av Skolverkets och Högskoleverkets utvärderingar. Björklund sade själv att nationella och internationella undersökningar gav väsentligt stöd för hans åsikter.
Under Björklunds tid som skolminister infördes terminsvisa betygsliknande skriftliga omdömen 2008, i samband med utvecklingssamtal från årskurs 1 på grundskolan. Läroplanerna Lgr 11 för grundskolan och Gy 2011 för gymnasiet infördes. Dessa omfattar införande av sexgradiga betyg (A-F). Alla gymnasieprogram ger inte längre automatisk högskolebehörighet (tidigare var det endast individuella programmet som inte gav högskolebehörighet).
Björklund lät 2008 grunda Statens skolinspektion och införde 2011 lärarlegitimation.
Björklund har länge drivit frågan om ett förstatligande av skolan. Som en följd av Januariavtalet, som Björklund var med och förhandlade fram, genomfördes en statlig utredning om detta, färdig i november 2022.

#### Forsknings- och högskolepolitik
Efter att forsknings- och högskoleminister Tobias Krantz 2009 lämnade regeringen och hans ministerpost avskaffades blev Björklund som utbildningsminister även ytterst ansvarig för forskning och högre utbildning, trots avsaknad av egen akademisk examen. Emellertid hade Peter Honeth, statssekreterare på utbildningsdepartementet, stort inflytande på området, och agerade enligt vissa bedömare i praktiken som forsknings- och högskoleminister.
Under Björklunds tid som utbildningsminister skrevs en forskningsproposition i oktober 2012.
Under Björklunds tid som ansvarig reducerades takbeloppen till flertalet lärosäten, bland annat i budgetpropositionen 2011, men ökades till de allra största tekniska högskolorna, trots att sökandetrycket under perioden var högt på lärosäten över hela landet till följd av en kort babyboom 1989–1993 och hög ungdomsarbetslöshet. Konsekvensen blev att lärosäten utanför storstäderna ställde in allt fler distansutbildningar, fristående kurser och sommarkurser, som i många fall var populära utbildningar men hade låg genomströmning, och sällan resulterade i examen vid lärosätet. Orsaken till begränsningen är att minskade ungdomskullar gör att antalet sökande förväntas minska om några år, och att man då vill rädda utbildning vid stora lärosäten därför att man tror att den har hög kvalitet. Departementet anser att det finns en överetablering av lärosäten, och Björklund pekade i samtal med rektorer ut vilka som han anser bör lägga ned eller sammanslås, men vill inte utnyttja sin politisk makt till konkreta nedläggningsbeslut, utan styr istället genom att begränsa takbeloppet till samtliga lärosäten med några få undantag. Till bilden hör att studieavgifter infördes för icke-europeiska gäststudenter 2011, vilket innebär minskning av antalet studenter och avveckling av vissa valbara inriktningar främst på masternivå, i synnerhet på tekniska högskolor som KTH och BTH, om inte omfördelning av antalet studieplatser sker.
Högskoleverket genomförde på Tobias Krantz och Jan Björklunds uppdrag en kvalitetsgranskning av lärosätenas grundutbildning enligt en ny metod, där man främst bedömer examensarbetens kvalitet, i förhållande till Högskoleförordningens så kallade nationella examensmål, det vill säga studenternas resultat istället för att som vid tidigare utvärderingar bedöma lärosätenas interna kvalitetsutvecklingsprocesser. Kritik mot metoden omfattar främst att bedömningen inte är jämförbar med internationella kvalitetsgranskning, men också att resultatet påverkas av studenternas förutsättningar och tidigare studier, och inte bara av lärosätets undervisning. Högskoleverkets generaldirektör Anders Flodström avgick från verket juni 2010 och verkets huvudsekreterare Lena Adamson lämnade myndigheten kort därefter på grund av konflikten kring utvärderingssystemet. Den europeiska organisationen ENQA (som Högskoleverket idag[när?] är medlem i "under review") kritiserar verket för att inte uppfylla de "European Standards and Guidelines" (ESG) för nationella utvärderingssystem som europeiska utbildningsministrar skrivit under inom ramen för Bolognaprocessen. Svenska utbildningar och svenska studenter riskerar därmed enligt kritiker att få svårigheter att bli erkända utanför Sveriges gränser. Några ideologiska motsättningar mellan regeringen, oppositionen eller akademin finns inte i att utvärderingen av svenska högskoleutbildningar ska ha ett större fokus på resultat än tidigare. Motsättningarna gäller metodiken hur detta görs och att departementet självt har tagit fram en egen modell som enligt den europeiska expertgruppen inte kan betraktas som ett kvalitetssystem på grund av metodologiska brister och att den enbart mäter resultat, inte alls process. Bristerna beskrivs bland annat i en rapport framtagen på uppdrag av SNS. Frågan väckte tre interpellationsdebatter i riksdagen och Utbildningsutskottet begärde en särskild granskning av systemets konsekvenser, som utförs av Universitetet i Århus.
Björklund har föreslagit att lärosätenas fasta forskningsresurser (så kallade fakultetsmedel) ska baseras på bibliometri, det vill säga antal citeringar av disputerade anställdas publikationer i internationella forskningspublikationer, något som skulle gynna ämnen där man enbart publicerar sig på engelska, och där man har hög publikationsfrekvens, exempelvis för att varje artikel har många medförfattare. För att premiera kvalitet i forskningen föreslog Björklund dessutom en "kvalitetspeng" till lärosäten som utvecklat sin forskningsmiljö snabbt, men förslaget lades på is efter att det visade sig att främst små högskolor och nya universitet uppfyllde kriterierna.[källa behövs]

### Försvars- och utrikespolitik
Under sin tid som partiledare argumenterade Björklund, i enlighet med Liberalernas officiella linje, för ett svenskt NATO-medlemskap. År 2002 tog Björklund ställning för ett svenskt deltagande i invasionen av Irak under villkor att den fick stöd av FN. Björklund uttryckte under flera intervjuer att det svenska försvaret bör stärkas och att avmilitariseringen av Gotland var ett misstag. Han har även varit en stark förespråkare för ett djupare och starkare samarbete inom EU.